# Ludwig Jünger
Ludwig Jünger (Neutitschein, 27 december 1856 - Amsterdam, 26 oktober 1906) was een Duits-Nederlandse beeldhouwer.

## Leven en werk
Jünger werd geboren in Neutitschein (nu Nový Jičín), in het huidige Tsjechië. Hij kreeg zijn opleiding aan de kunstindustrieschool van het Oostenrijks Museum in Wenen. Hij werd bij Koninklijk Besluit per 1 september 1882 aangesteld als docent aan de Rijksnormaalschool voor Teekenonderwijzers in Amsterdam en het jaar erop ook aan de school voor kunstnijverheid. In 1903 werd hij tijdens ziekte tijdelijk vervangen door Bart van Hove, hij werd later dat jaar opgevolgd door Retera. Leerlingen van hem waren onder anderen Thom Balfoort, August Falise, Kees Smout, Tjipke Visser, Frans Werner en Lambertus Zijl.
Jünger werkte enkele malen samen met architect Pierre Cuypers en maakte onder andere reliëfs voor het door Cuypers ontworpen Centraal Station in Amsterdam. Hij maakte in 1885 ook het beeldje van Rooms-koning Willem II voor de fontein die Cuypers ontwierp voor het Binnenhof in Den Haag.
Jünger werkte ook als medailleur, bekend zijn portretpenningen van onder anderen Cuypers (1885), aangeboden bij de opening van het Rijksmuseum Amsterdam, Christophorus Buys Ballot (1887), Franciscus Cornelis Donders (1888) en Victor de Stuers (1900).
Jünger overleed op 49-jarige leeftijd in zijn woonplaats Amsterdam.

## Galerij

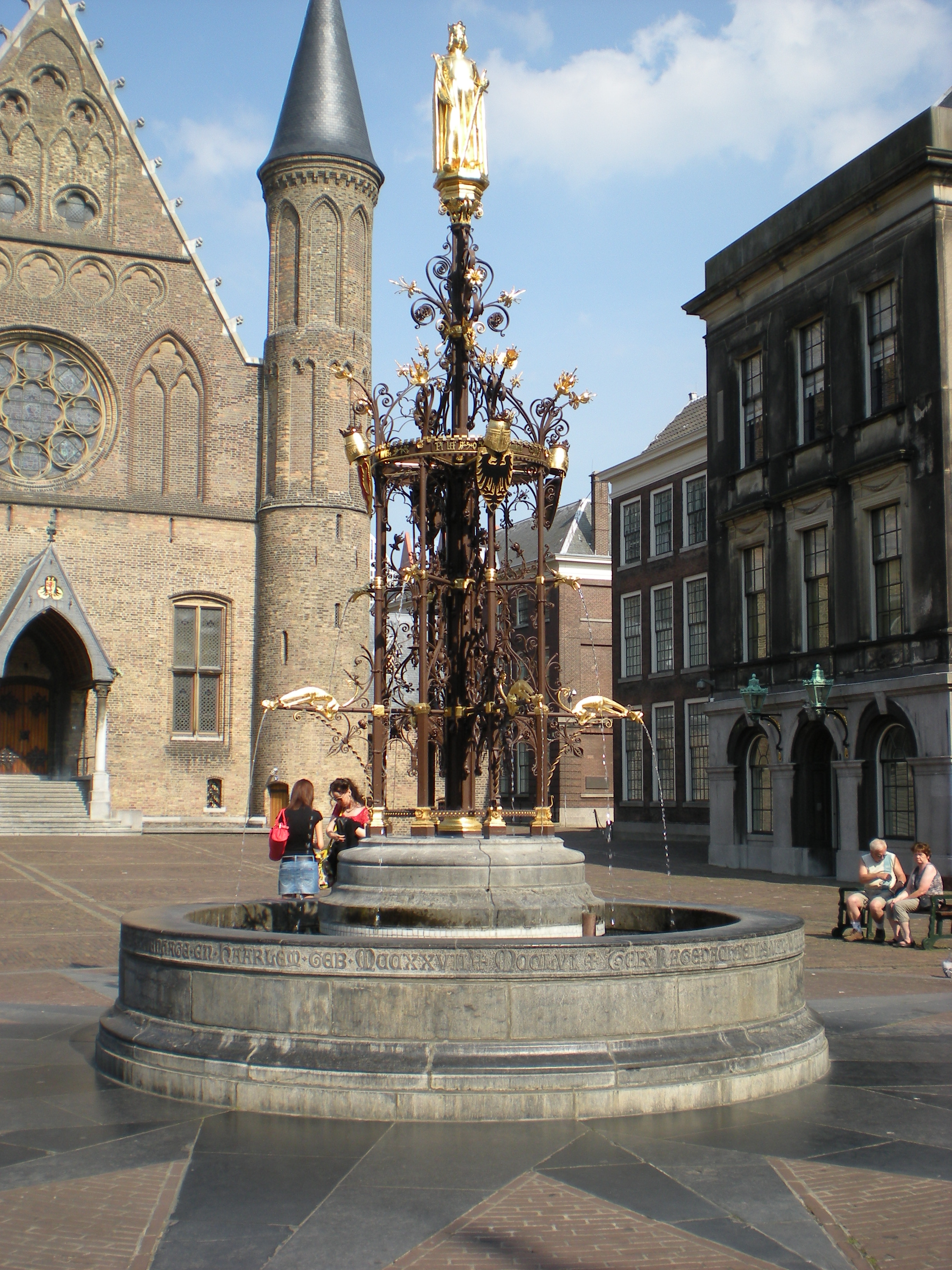
Fontein Binnenhof
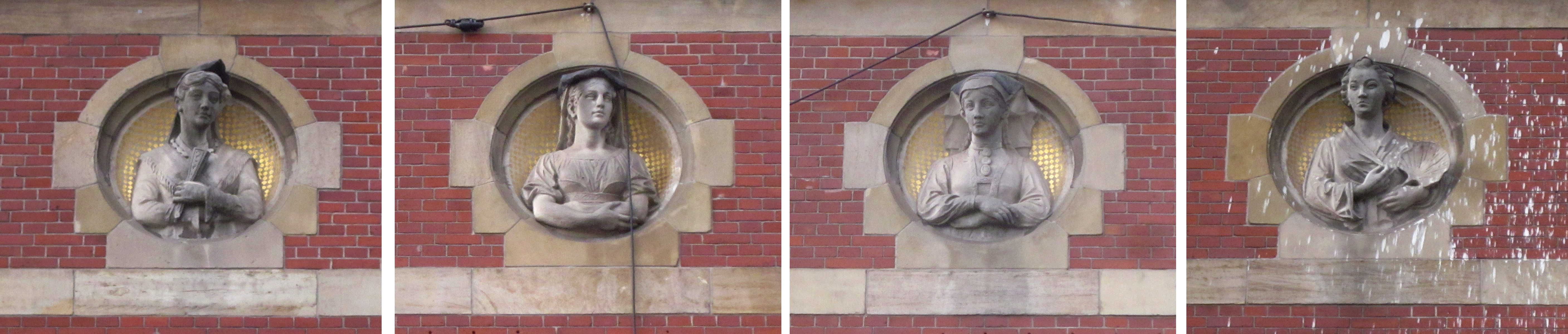
De vier windstreken, CS Amsterdam